# E区 (ヨハネスブルグ)
E区（イーく、英語: Region E）は、南アフリカ共和国ハウテン州ヨハネスブルグ市都市圏にある行政区のひとつ。

## 概要
市内の北東部に位置し、ルイス・ボーサ通沿いに面している。現在はF区などの治安悪化により多くの企業が本社機能を区内のサントンに移転しており、新都心として開発されている。一方でアレクサンドラ地区は失業者が多く地域格差の是正が課題である。

## 歴史
2006年、行政区の再編に伴い旧7区を改称し設置。

## 地理

### 地区
- アレクサンドラ
- サントン

## 交通
道路
- N3

鉄道
- ハウトレイン
  - サントン駅

航空
- O・R・タンボ国際空港